# Добрынинская (станция метро)
«Добры́нинская» — станция Кольцевой линии Московского метрополитена. Расположена между станциями «Павелецкая» и «Октябрьская». Находится на территории района Замоскворечье Центрального административного округа Москвы.
Станция открыта в 1950 году в составе участка «Парк культуры» — «Курская». Современное название — по старому названию Серпуховской площади, под которой станция расположена. Имеет переход на станцию «Серпуховская» Серпуховско-Тимирязевской линии.

## История
Кольцевая линия не входила в первоначальные планы строительства Московского метрополитена. Приоритет отдавался «диаметральным» линиям с пересадками в центре города, бюро Московского горкома партии 30 декабря 1931 года кольцевая линия была признана необходимой только в дальнейшей перспективе. Однако уже вскоре был разработан новый план развития московского метро, согласно которому его кольцевая линия должна была соединить ряд крупных промышленных предприятий на востоке, юго-востоке и юге Москвы (в частности, заводы «Серп и молот», «Манометр», Вагоноремонтные мастерские, АМО-ЗиС и другие) с северной частью города, в которой проживало много их рабочих, а также с Парком культуры и отдыха им. Горького. В июле 1934 года этот проект Генерального плана развития столицы был обсужден на заседании Политбюро, и, в итоге, после доработок, 10 июля 1935 года был принят. Окончательное решение по поводу строительства «кольцевой» было принято в 1938 году, но только в 1943-м, после ряда доработок проекта, с целью разгрузки Центрального пересадочного узла («Охотный Ряд» — Площадь Свердлова" — «Площадь Революции»), было решено пустить линию по нынешней трассе.
Кольцевая линия стала четвёртой очередью строительства. В 1947 году планировалось открыть линию четырьмя участками: «Центральный парк культуры и отдыха» — «Курская», «Курская» — «Комсомольская», «Комсомольская» — «Белорусская» (затем был объединён со вторым участком) и «Белорусская» — «Центральный парк культуры и отдыха». Первый участок, «Парк культуры» — «Курская», был открыт 1 января 1950 года, второй, «Курская» — «Белорусская», — 30 января 1952 года, и третий, «Белорусская» — «Парк культуры», замыкающий линию в кольцо, — 14 марта 1954 года.
Станция открыта в 1950 году в составе участка «Парк Культуры» — «Курская», после ввода в эксплуатацию которого в Московском метрополитене стало 35 станций. До 6 июня 1961 года называлась «Серпуховская», в честь старого названия площади. Нынешнее название — в память участника Октябрьской революции, одного из организаторов Красной Гвардии Замоскворечья Петра Григорьевича Добрынина, бюст которого (работы скульптора Г. Д. Распопова) установлен в 1967 году перед входом в наземный вестибюль.
С 1983 года с «Добрынинской» можно осуществить пересадку на станцию «Серпуховская» Серпуховско-Тимирязевской линии.
C 21 декабря 2006 года до 11 июня 2008 года была проведена реконструкция станции и замена эскалаторов. Изначально вестибюль станции планировалось открыть через год после начала реконструкции, однако, в связи с задержкой поставки эскалаторов из петербургского завода, работы по реконструкции вестибюля были продлены до июня 2008 года. В ходе реконструкции был обновлён наземный вестибюль станции — установлены эскалаторы Е55Т с балюстрадами из нержавеющей стали, заменено гранитное покрытие пола, восстановлены ажурные вентиляционные решётки; по первоначальным чертежам восстановлены деревянные входные двери. Установлены новые турникеты (типа УТ-2005). В вестибюле также полностью обновлены кассовые помещения, увеличено общее число касс.

## Архитектура и оформление

### Вестибюль

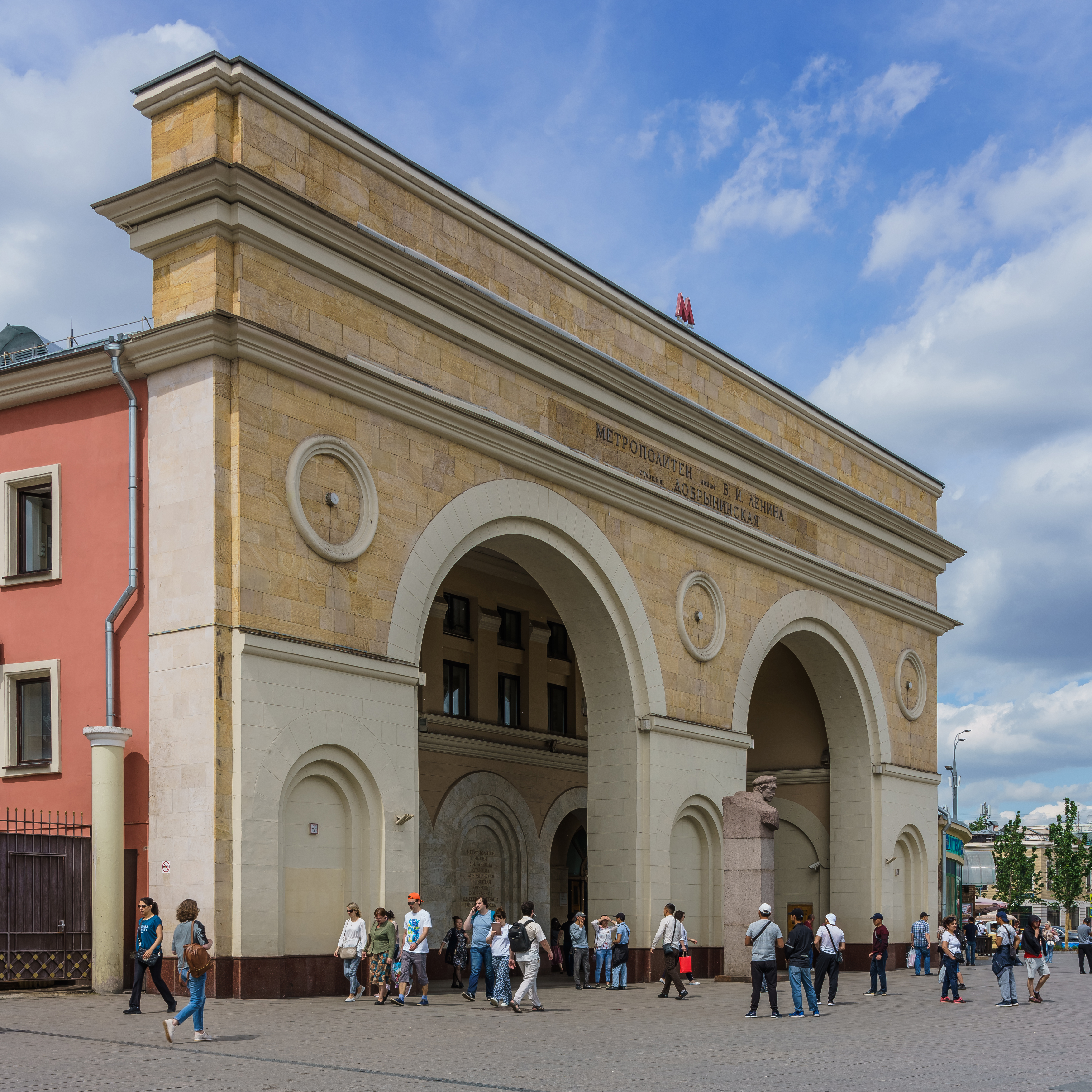
Вестибюль станции

Станция имеет один наземный вестибюль, который расположен на Серпуховской площади, на углу Люсиновской улицы и Коровьего Вала (часть Садового кольца). Он представляет собой массивное трёхэтажное прямоугольное сооружение. Главный фасад оформлен двумя арками на трёх широких пилонах. Выше арок вестибюль облицован подмосковным коробчеевским известняком. Перед средним пилоном находится бюст П. Г. Добрынина на высоком гранитном постаменте, установленный в 1967 году (авторы Г. Д. Распопов, В. М. Пясковский). В арках, на фасаде — по две пары сводчатых дверных проёмов, которые отделены друг от друга широком простенком. Между проёмами в каждой паре расположены круглые беломраморные колонны коринфского ордера. В простенке помещена большая доска из белого мрамора с памятной надписью об открытии станции.
Внутри вестибюль представляет собой единый объём, двухсветный под плоским кессонированным потолком без колонн. В центре зала расположена «лежачая» арка эскалаторного наклона, ограниченная сквозным парапетом на мраморных балясинах. Зал освещается пятью люстрами, подвешенными в центрах прямоугольных кессонов, в виде тарелок с красными звёздами в центре. По обе стороны от эскалаторов находятся торшеры, которые являются самыми большими в Московском метрополитене.
Заднюю стену вестибюля украшают три мозаичных панно (художники Г. И. Рублёв и Б. В. Иорданский), установленные к 1 мая 1951 года. На центральном панно находятся портрет В. И. Ленина, выполненный из смальты, и шестнадцать гербов союзных республик. На боковых панно изображены военный парад и парад спортсменов на Красной площади. Изначально на панно военные несли знамя с изображением Ленина и Сталина в профиль, а после развенчания культа личности там появился знак «Гвардия». На другом панно спортсмены несли портрет Сталина, который в середине 1960-х годов был заменён на портрет Ю. А. Гагарина. Также в 1951 году перед центральным панно была установлена скульптура «Сталин за трибуной» из гипса (скульптор Д. П. Шварц).
- На Викискладе есть медиафайлы по теме Вестибюль Добрынинской

### Станция
«Добрынинская» — пилонная станция глубокого заложения (глубина — 35,5 метров) с тремя сводами. Авторы проекта — М. А. Зеленин, Л. Н. Павлов и М. А. Ильин. Диаметр центрального зала — 9,5 метров.
Пилоны облицованы серым мрамором «газган». Архитектурное оформление воссоздаёт перспективные порталы памятников древнерусского зодчества, в частности, по признанию самого Л. Н. Павлова, облик церкви Покрова на Нерли; здесь многократно и ритмично повторяется мотив арки — на пилонах и в тупиковом торце. Эти арки вписаны друг друга и дают ощущение ухода вдаль. Тема декоративного оформления станции — труд советского народа. Ниши пилонов со стороны центрального зала декорированы барельефами работы Е. А. Янсон-Манизер, изображающими представителей народов СССР. Тематически это мирные мотивы крестьянского труда.
В торце центрального зала находится смальтовое панно «Утро космической эры» (1967 год, художник С. А. Павловский). На нём изображены мать и дитя на фоне открытого космоса.
Путевые стены облицованы сверху серовато-желтовато-белым мрамором, ниже — красным мрамором с белыми прожилками, и в цоколе — розово-серым гранитом. Пол выложен чёрным габбро и красным гранитом. Примерно с 1970-х годов станцию освещают светильники оригинальной конструкции, представляющие собой длинные зигзагообразные конструкции, на которых есть вертикальные неоновые трубки. Изначально станцию освещали другие, временные светильники.

## Эксплуатация
Код станции — 074. В марте 2002 года пассажиропоток по входу составлял 34,8 тыс. человек.
- Таблица времени прохождения первого поезда через станцию[16]:

| По чётным числам                | Будние дни | Выходные дни |
| По нечётным числам              | Будние дни | Выходные дни |
| В сторону станции «Павелецкая»  | 05:43:00   | 05:45:00     |
| В сторону станции «Павелецкая»  | 05:44:00   | 05:45:00     |
| В сторону станции «Октябрьская» | 05:53:00   | 05:51:00     |
| В сторону станции «Октябрьская» | 05:54:00   | 05:54:00     |

## Расположение
Станция «Добрынинская» Кольцевой линии расположена между станциями «Октябрьская» и «Павелецкая». Выход осуществляется к Люсиновской улице и Коровьему Валу (часть Садового кольца).

## Наземный общественный транспорт
На этой станции можно пересесть на следующие маршруты городского пассажирского транспорта:
- Автобусы: м9, м86, м90, е85, 538, с932, Б, н8, н16

## В культуре
В постапокалиптическом романе Дмитрия Глуховского «Метро 2033» «Добрынинская» входит в состав Содружества станций Кольцевой линии, чаще именуемого Ганзой. Жители этой станции, как и всего содружества, живут за счёт торговли и взимания пошлины с торговцев.

## Галерея
| - Строительство станции - Центральный зал - Посадочная платформа - Оформление центрального зала - Выход в город - Панно «Утро космической эры» в торце центрального зала - Переход на «Серпуховскую» - Один из переходов |